# Schachtanlage Rossenray

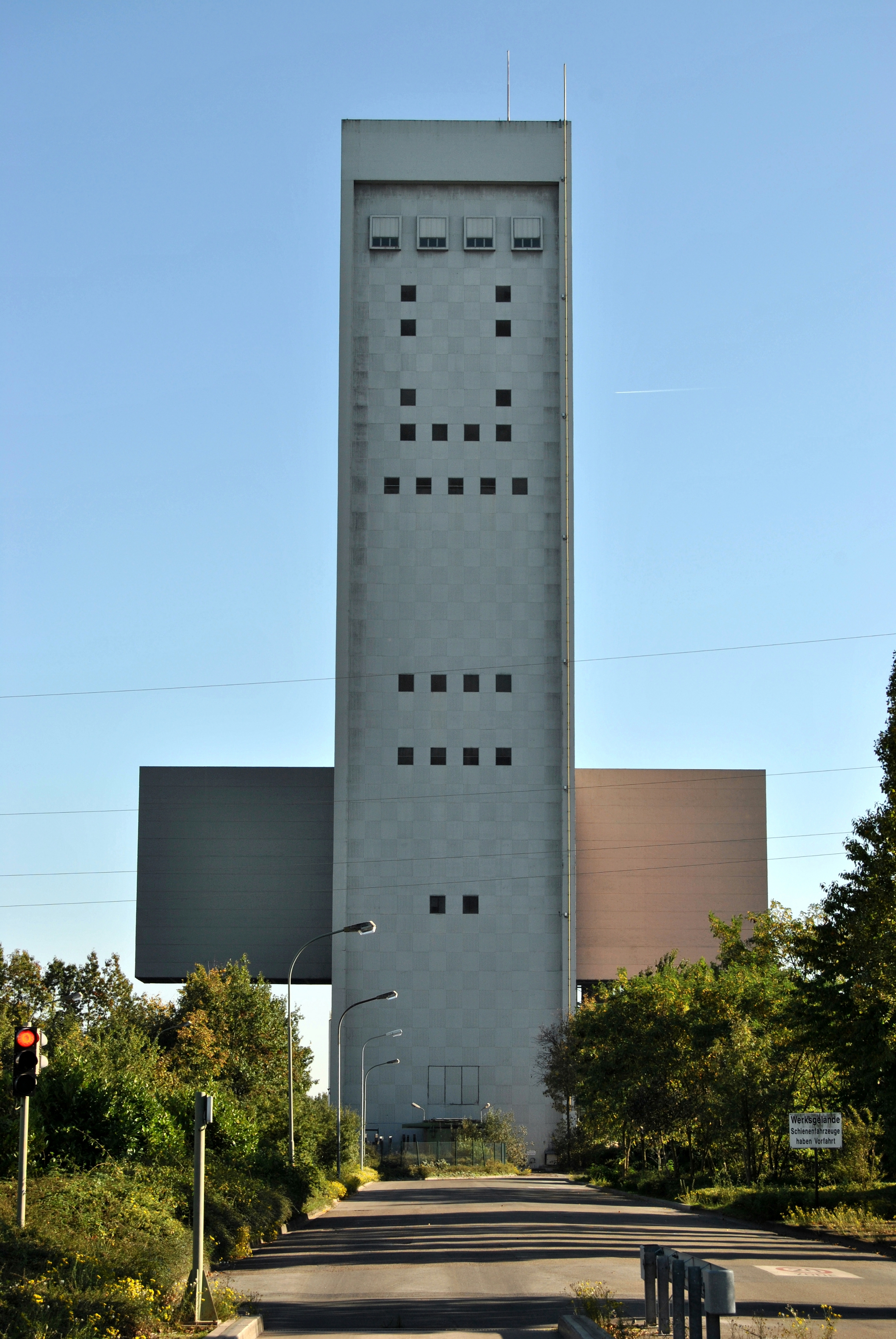
Förderturm Schacht I, 2010

Die Schachtanlage Rossenray war eine Steinkohlenzeche im nördlichen Stadtgebiet von Kamp-Lintfort.

## Geschichte

### Planung
Bereits zu Beginn des 20. Jahrhunderts erwarb die Friedrich Krupp AG im Bereich der Gemarkungen Rossenray, Saalhoff und Rheinberg im Bereich der heutigen Stadtgebiete von Kamp-Lintfort und Rheinberg einen größeren Grubenfeldbesitz, und zwar 39 Steinkohlenfelder und fünf Steinsalzfelder mit einer Fläche von 63,5 km². Dieser Grubenfeldbesitz wurde auf das Feld Rheinberg (39 km²) und das Feld Rossenray (24,5 km²) aufgeteilt. Für Rossenray wurde die Bergrechtliche Gewerkschaft Rossenray gegründet, an deren Anteilsscheinen (Kuxe) Krupp die Mehrheit besaß.

### Vorarbeiten
1909 wurde mit den Vorarbeiten zur Errichtung einer Doppelschachtanlage begonnen. Der Erste Weltkrieg ließ die Arbeiten dann zum Erliegen kommen.
1937 wurde die Friedrich Krupp AG Alleineigentümer. Im selben Jahr wurden die Vorarbeiten für die Schachtanlage wiederaufgenommen. 1943 wurde mit dem Gefrierprozeß für die beiden Schächte begonnen. Das Ende des Zweiten Weltkrieges unterbrach die Teufarbeiten wiederum. Die Gewerkschaft Rossenray wurde einstweilen liquidiert und gestundet.
Trotz der beginnenden Kohlekrise nahm die neu gegründete Krupp’sche Nachfolgegesellschaft Bergwerke Essen-Rossenray AG die Teufarbeiten 1955 wieder auf. Die Schachtanlage Rossenray wurde als moderne Anschlussanlage konzipiert.
Nach einem provisorischen Beginn sollte die Anlage zu einer Zentralanlage mit 3 Schächten, Kraftwerk und Kokerei ausgebaut werden. Schacht 1 und 2 sollten gleichberechtigte Förderanlagen werden und der zusätzlich abzuteufende Schacht 3 die Seilfahrt und Materialförderung übernehmen.

### Betrieb
Anfang der 1960er-Jahre erreichten Schacht 1 und 2 die Endteufe. 1963 ging Schacht 2 mit einer kleinen Förderanlage und einer provisorischen Aufbereitung in Betrieb, Schacht 1 wurde lediglich offengehalten.
Am 16. Februar 1966 ereignete sich im Baufeld Rossenray eine Schlagwetterexplosion, die 16 Bergleute das Leben kostete.
Am 27. November 1968 wurde die Schachtanlage Rossenray in die neu gegründete Ruhrkohle AG eingebracht. Ab 1969 wurde die Anlage mit der Schachtanlage Pattberg als eine Werksdirektion geführt.
Die Jahresförderung betrug zu dieser Zeit 950 000 t Kohle.
Die Ruhrkohle AG entschloss sich, die Schachtanlage Rossenray als Anschlussanlage auszubauen, allerdings in verkleinerter Version als ursprünglich geplant. 1968 wurde Schacht 1 tiefergeteuft und auf 1100 m eine vierte Sohle angesetzt. 1970 wurde Schacht 1 mit einer neuartigen Gefäßförderung ausgestattet. Der hierzu errichtete Betonförderturm sollte in einem separaten Anbau die Aufbereitungsanlagen enthalten. Das entstandene kreuzförmige Gebäude wurde zu einer charakteristischen Landmarke und mit 114 m Gesamthöhe höchster Förderturm der Welt. Der für Schacht 2 geplante baugleiche Turm wurde nicht ausgeführt, die kleinere Fördereinrichtung mit einem Kastenprofil-Strebengerüst blieb in Betrieb. Weiterhin wurde die Planung des Schachtes 3 sowie der Kohlenwertstoffanlagen ad acta gelegt. Im Jahre 1971 erfolgte der Zusammenschluss der Werksdirektionen Pattberg/Rossenray sowie der Schachtanlage Rheinpreußen 5/9 zum Verbundbergwerk Rheinland. Die Schachtanlage Rossenray übernahm weiterhin Seilfahrt, Material- und Bergeförderung für diese Anlage.
Im Jahr 2003 wurde auf Rossenray die sogenannte „AVSA 02“ in Betrieb genommen. Die „AVSA“ war eine, speziell für die DSK entwickelte, Vortriebsmaschine der österreichischen Voest Alpine Bergtechnik und der Montanuniversität Leoben, die bereits auf Prosper-Haniel im Einsatz war. Patentinhaber des deutschen Patentes DE 19623653 waren die Voest Alpine Bergtechnik und die DSK. Die Erfinder waren Matthias Roesch, Alfred Zitz, Karl Lerchbaum und Otto Krassnitzer. Die „AVSA 01“ war auf dem Bergwerk Friedrich Heinrich im Einsatz. Die „AVSA 02“ definierte sich als Nachfolgemaschine durch einen noch höheren Automatisierungsgrad und die maximale Vortriebshöhe auf 8,20 m. Die besonderen Eigenschaften dieser Maschine waren, dass sie zur selben Zeit schneiden und ankern konnte (Alternatives Vortriebssystem Schneiden und Ankern) und somit die Entwicklungsgeschwindigkeit der Strecken erhöht werden konnte.

### Stilllegung und Abriss
Zum 1. Mai 2011 hatte die Zeche Rossenray ihren übertägigen Betrieb eingestellt. Ein Großteil der Beschäftigten arbeitete noch bis Ende 2012 im Bergwerk West, früher Friedrich-Heinrich. Die dortige Kohleförderung wurde, bedingt durch die Einstellung des subventionierten Steinkohlebergbaus in Deutschland, mit der letzten Förderschicht am 21. Dezember 2012 beendet. Damit gehörte am Niederrhein der Kohlebergbau zur Vergangenheit. 2018 wurde das Fördergerüst von Schacht 2 abgerissen. Am 7. Oktober 2019 begann der Abriss des Förderturms Rossenray 1.

Abriss der Schachtanlage Rossenray (Juni 2020)
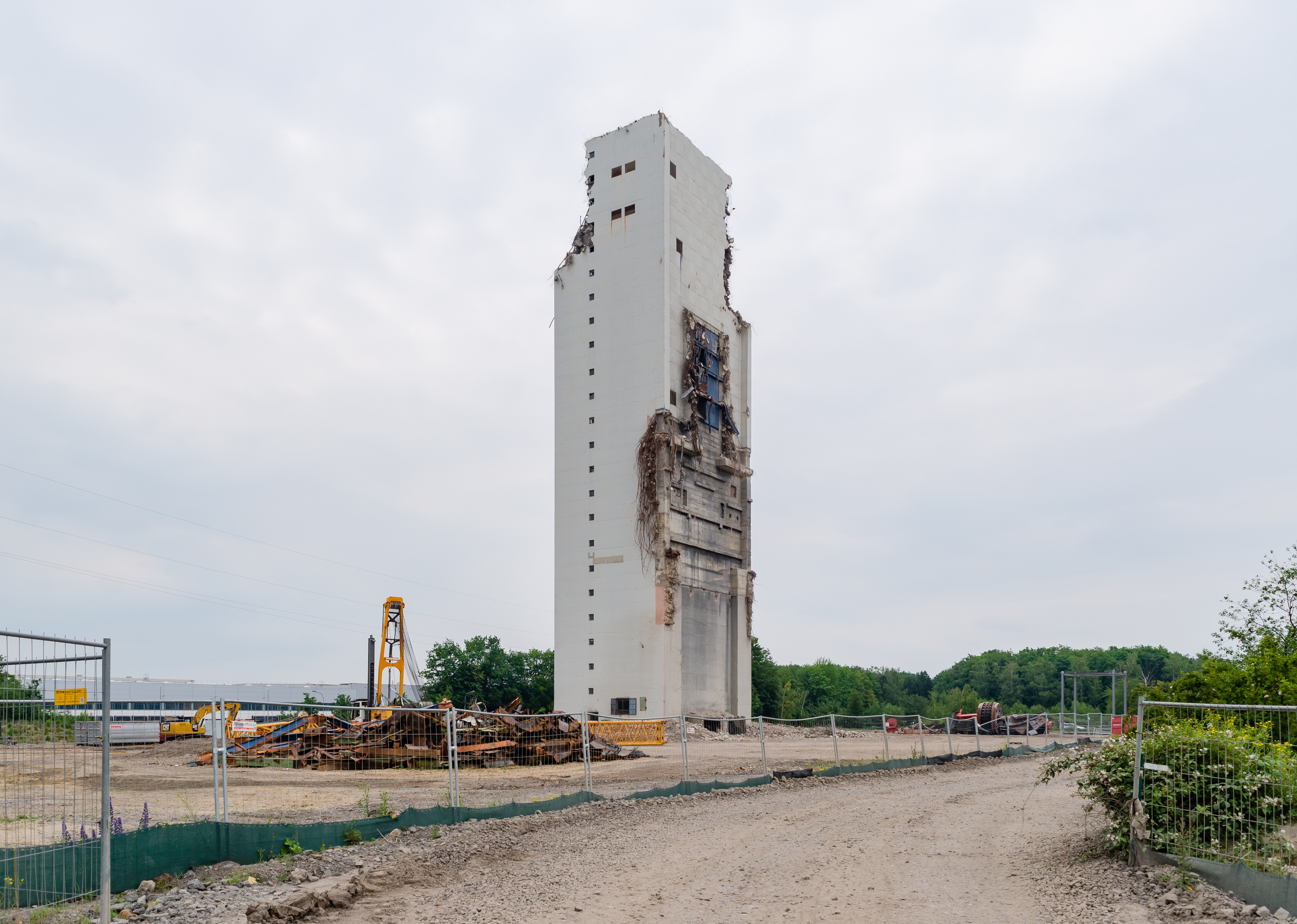
Überblick über die Schachtanlage Rossenray
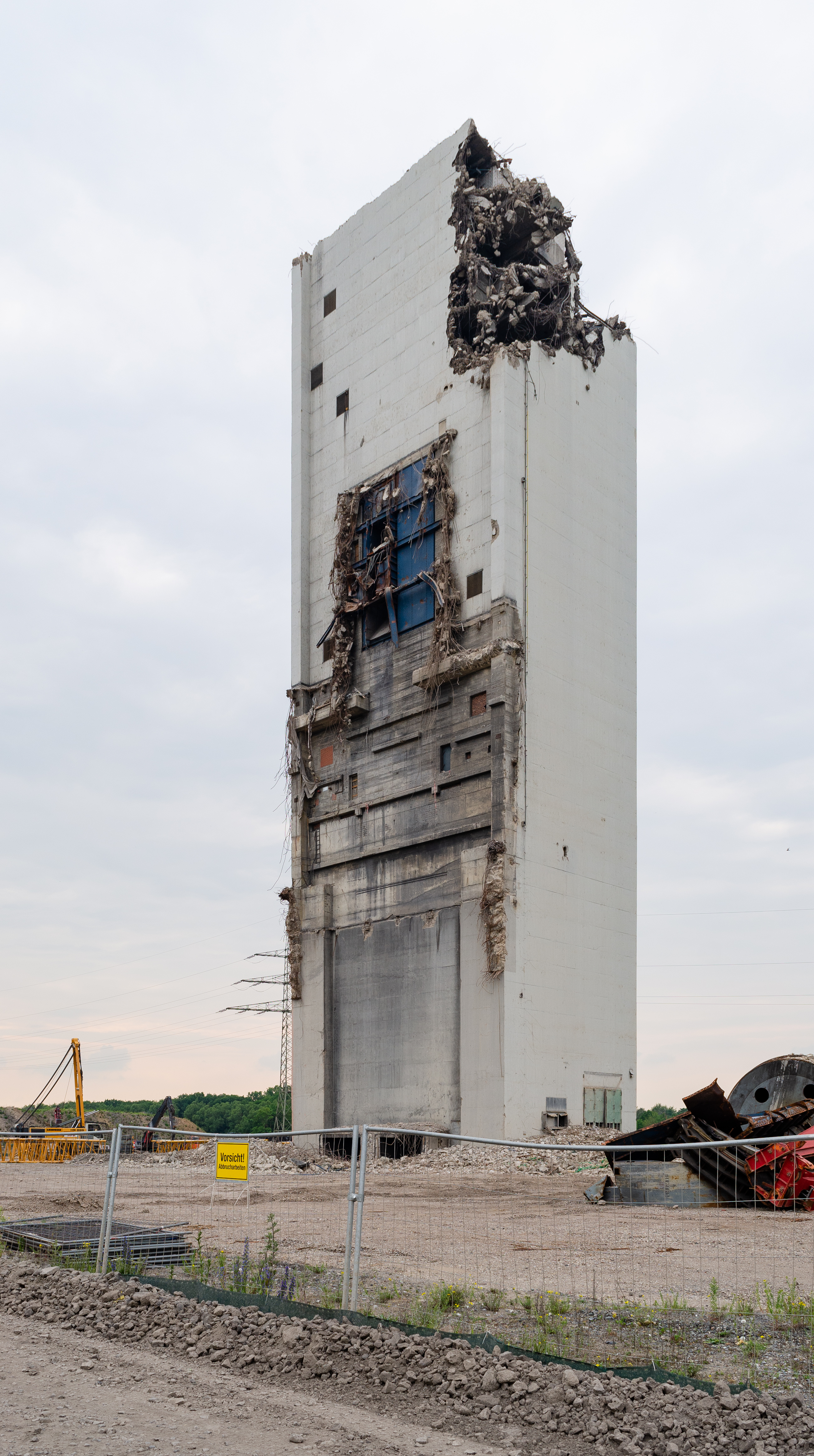
Förderturm Schacht 1
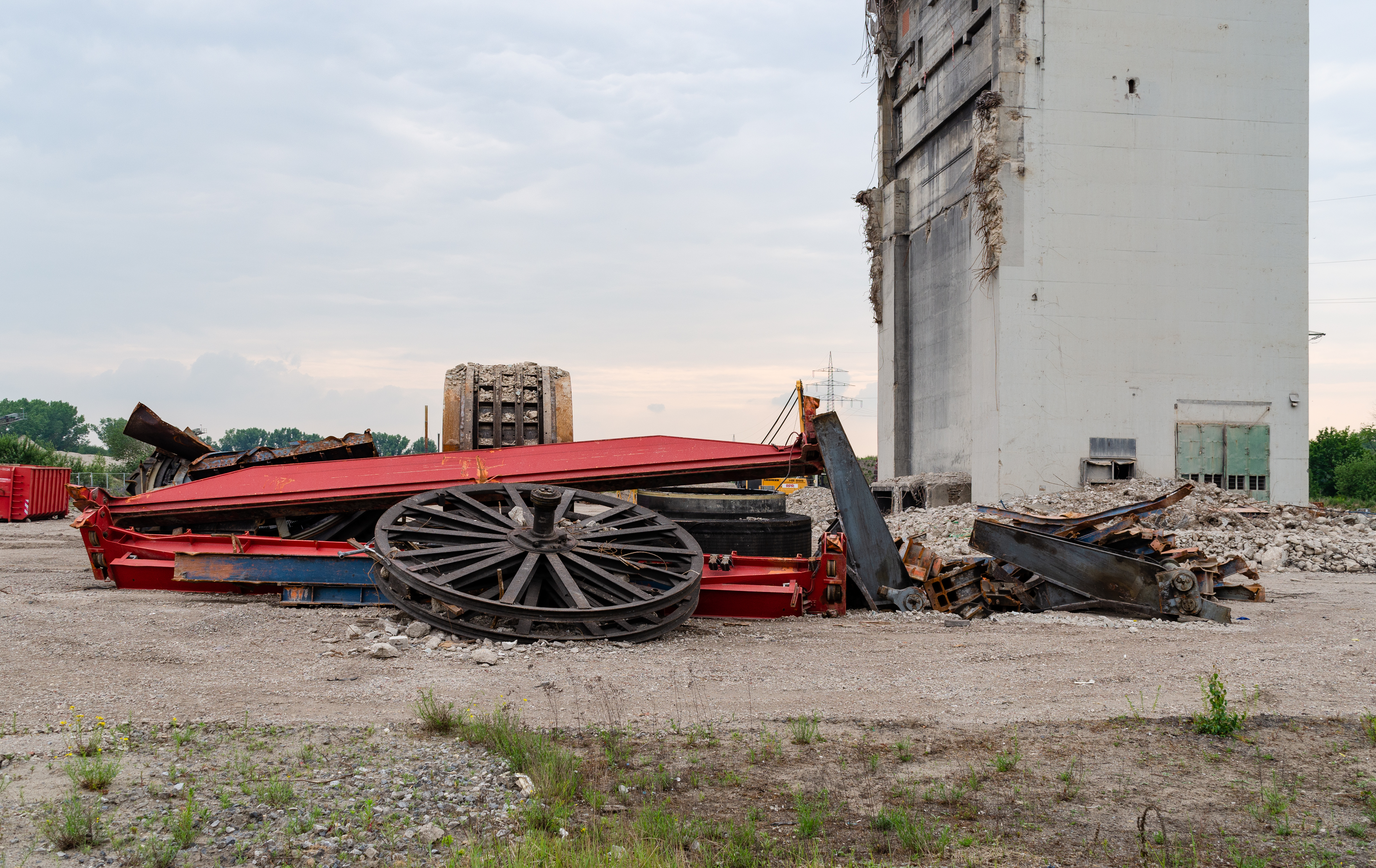
Überreste mit Seilscheibe
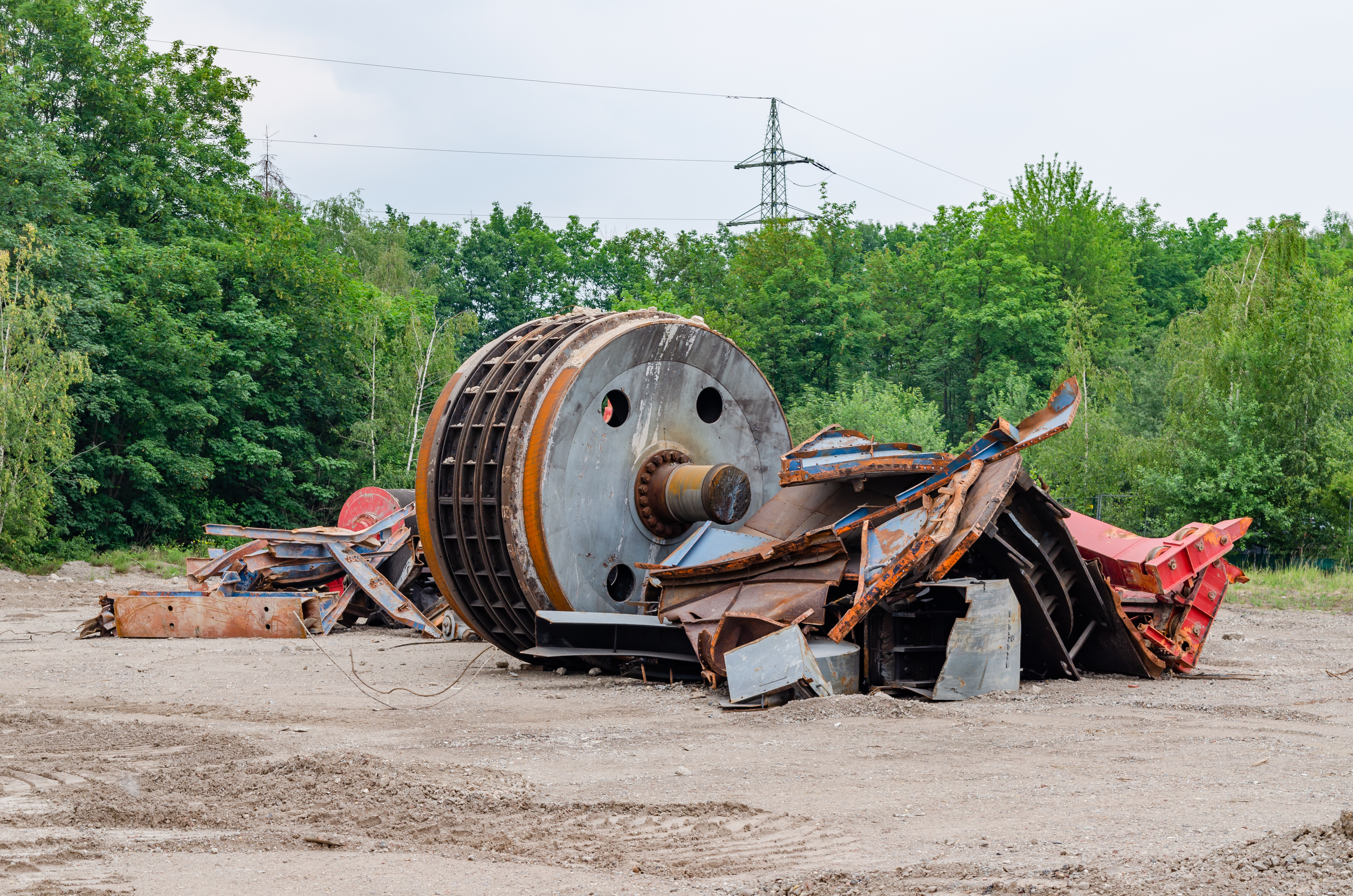
Überreste

### Lichtkunstinstallation „Yellow Markers“
Im Jahr 2000 wurde der Förderturm Rossenray 1 als „Westpol“ Teil der von Mischa Kuball gestalteten Lichtkunstinstallation „Yellow Markers“. Am Förderturm wurden – wie auch am Gegenstück, dem Förderturm über Schacht 4 der Zeche Königsborn in Bönen – zwei Säulen aus LED-Leuchtmitteln angebracht. Beide Fördertürme sollten als Landmarken die westliche und östliche Grenze der Kohleabbauzone des Ruhrgebiets markieren; eine gedachte Linie zwischen den beiden „Polen“ das gesamte Ruhrgebiet überspannen.
Seit im Zuge des Abrisses die Leuchtmittel am Förderturm Rossenray 1 entfernt wurden, ist die Lichtkunstinstallation unvollständig. Der „Ostpol“ ist bis heute erhalten.